# Hạnh Thục ca
Hạnh Thục ca, tên đầy đủ là Loan dư Hạnh Thục quốc âm ca, do Nguyễn Thị Bích (hay Nguyễn Nhược Thị Bích, 1830-1909)-phi tần của vua Tự Đức sáng tác bằng chữ Nôm, dài 1036 câu, theo thể thơ lục bát, phần lớn kể lại mọi biến cố xảy ra từ khi quân Pháp sang lấy Việt Nam cho tới lúc Thành Thái lên nối ngôi vua. Theo các nhà nghiên cứu, thì đây là một tác phẩm rất có giá trị về mặt sử liệu.

## Giới thiệu
Hạnh Thục ca được Nguyễn Thị Bích khởi sự viết sau khi Kinh thành Huế thất thủ vào tháng 7 năm 1885, và hoàn thành sau năm 1900, tức sau lễ bát tuần của Thái hậu Từ Dụ.
Đây là áng văn chương thời thế, kể lại một giai đoạn lịch sử nhiều biến động của nước Việt. Giải thích tên tác phẩm, Lệ Thần Trần Trọng Kim cho biết đại ý như sau:
Gọi là Hạnh thục là lấy tích vua Đường Minh Hoàng xưa kia lánh loạn An Sử chạy vào đất Thục, ý cũng như vua Hàm Nghi bấy giờ phải chạy ra Quảng Trị. Theo nghĩa chữ nho, khi vua đi đến đâu gọi là hạnh. Hạnh Thục là vua đi đến đất Thục. Vì có cái hoàn cảnh hơi giống nhau như thế, cho nên bà Nguyễn Nhược Thị mới lấy hai chữ ấy mà đề nhan quyển sách của mình.
Kể từ khi hoàn thành, mãi cho đến năm 1950, Hạnh Thục ca mới được nhà xuất bản Tân Việt cho ấn hành tại Sài Gòn. Người có công phát hiện, biên dịch và chú thích tác phẩm là Trần Trọng Kim. Kể lại điều này, ông viết:
...Tôi tìm được quyển sách này ở Huế, tôi liền đưa cho trường Bác cổ sao lấy một bản, tôi lại cho ban văn học ở Khai trí tiến đức sao lấy một bản. Còn bản của tôi giữ, thì đem dịch ra làm mấy bản bằng quốc ngữ, phòng khi ở chỗ này mất, thì ở chỗ khác hãy còn. Ấy cũng nhờ vậy mà sau cuộc binh lửa cuối năm Bính Tuất (1946) bao nhiêu sách vở của tôi bị đốt cháy, mà còn có người giữ được một bản... Nay tôi đem chú thích những tiếng khó bằng chữ nho và những tiếng tối nghĩa, rồi chia nguyên văn ra từng đoạn, có đề mục nhỏ ở cạnh rìa, để người ta xem cho dễ hiểu....

## Mục lục
Nguyên tác không phân đoạn. Trần Trọng Kim đã phân chia và đặt tên cho từng phần như sau: 
| - 1. Lời mở đầu nói sự kế truyền ở nước Việt Nam - 2. Vua Gia Long ra đời - 3. Pháp sang lấy Nam Việt - 4. Giặc ở Bắc Việt - 5. Pháp đánh Bắc Việt lần thứ nhất - 6. Pháp đánh Hà Nội lần thứ hai - 7. Vua Dực Tông mất - 8. Từ Dụ Thái hậu thương con - 9. Đức độ của vua Dực Tông - 10. Không có con nuôi cháu làm con - 11. Tường và Thuyết bỏ Tự quân - 12. Tường, Thuyết xin lập vua Hiệp Hòa - 13. Phan Đình Phùng can, bị giam - 14. Vua Hiệp Hòa lên ngôi - 15. Quân Pháp vào đánh Thuận An - 16. Thái độ vua Hiệp Hòa Đối với vua Dực Tông - 17. Tường và Thuyết tâu bà Thái hậu bỏ vua Hiệp Hòa - 18. Giết vua Hiệp Hòa đã thoái vị và ông Trần Tiễn Thành - 19. Lập vua Kiến Phúc - 20. Làm lễ Ninh lăng cho vua Dực Tông - 21. Pháp sách nhiễu mọi điều ở Huế - 22. Quyền thần hoành hành trong kinh - 23. Vua Kiến Phúc mất - 24. Tường và Thuyết nói có di chiếu lập ông Ưng Lịch - 25. Vua Hàm Nghi lên ngôi | - 26. Giết ông Dục Đức và các hoàng thân - 27. Làm lễ Tấn tôn bà Từ Dụ Thái hậu - 28. Pháp lại uy hiếp, Tôn Thất Thuyết định chống lại - 29. Lập đồn Tân sở - 30. Thống tướng De Courcy vào Huế - 31. Tôn Thất Thuyết đánh quân Pháp - 32. Xa giá xuất ngoại - 33. Xa giá đến Quảng Trị - 34. Tôn Thất Thuyết để các bà ở lại và đem vua Hàm Nghi đi - 35. Được tin Nguyễn Văn Tường - 36. Xa giá tam cung trở về Khiêm lăng - 37. Nguyễn Văn Tường xin Thái hậu hãy tạm thính chính - 38. Quân Cần Vương nổi lên ở mọi nơi - 39. Sai người đi tìm vua Hàm Nghi - 40. Nguyễn Hữu Độ ở Bắc vào Huế bất hòa với Nguyễn Văn Tường - 41. Định lập vua khác - 42. Nguyễn văn Tường bị bắt đi đầy - 43. Nguyễn Hữu Độ và Phan Đình Bình vào Huế giữ triều chính - 44. Khâm sứ Pháp vào yết kiến bà Thái hậu - 45. Vua Đồng Khánh lên ngôi - 46. Gia tôn bà Thái hậu - 47. Vua Đồng Khánh ra Quảng Trị - 48. Vua Đồng Khánh mất - 49. Vua Thành Thái lên ngôi - 50. Lễ bát tuần bà Thái hậu |

## Nhận xét
GS. Phạm Thế Ngũ cho biết khi bàn về nội dung Hạnh Thục ca, nhà nghiên cứu Nguyễn Tường Phượng có phê bình quan niệm lịch sử "trị loạn xoay dần" của tác giả, vì quan niệm ấy thần bí và lạc hậu. Ông lại công kích thái độ thiên vị chủ quan của tác giả, như: mạt sát nhà Tây Sơn (Ngụy Tây thiết cứ bạo cuồng ngược dân), quá đề cao vua Tự Đức (Trị vì băm sáu năm chày/Lòng nhân tính hiếu đức tày Thuấn Nghiêu), có ác cảm với phong trào Cần Vương (Thừa cơ phá huyện cướp châu/ Làm cho lê thứ lo âu nghiêng nghèo). Và ông Phượng kết luận rằng đây là một tác phẩm ghi đúng tâm trạng của lớp quý tộc trên bước đường cùng, đi tìm an ủi trong cái triết lý thần bí và lạc hậu của họ...
Tuy nhiên, theo giáo sư thì:
Công bình hơn, có lẽ ta nên nói rằng tư tưởng của tác giả chỉ nằm trong hệ thống ý thức cổ truyền của lớp Nho gia làm quan khi ấy. Thêm vào đó là quan điểm của một phụ nữ có tầm nhìn hẹp, suy xét bằng thiên vị và tình cảm...Lại từ nhỏ, tác giả sống nơi khuê các, chân yếu tay mền, bỗng dưng bị đẩy vào cơn phong trần, nên có tâm lý sợ khổ, ghét loạn và cầu an. Với con người như vậy, dĩ nhiên không thể đòi hỏi một thái độ tranh đấu tích cực, một quan niệm ái quốc sáng suốt, một áng văn truyên truyền cho chủ nghĩa quốc gia...
Về mặt văn chương, tác phẩm cũng không đáng treo cao lắm. Câu lục bát có phần lưu loát song không ở trên câu vè bao nhiêu. Có thể coi đây là một bài vè dưới một cây bút có học thức và biết rất rành thời sự...
Cho nên khi giới thiệu Hạnh Thục ca, Trần Trọng Kim cũng chỉ nhấn mạnh đến giá trị sử liệu của nó. Ông viết:
...Những việc ấy đều là việc bí mật ở trong triều, người ngoài khó mà biết được rõ ràng. May nhờ lúc ấy có bà Lễ tần Nguyễn Nhược Thị đem những sự bà đã tai nghe mắt thấy mà kể ra trong một bài ca có 1018 câu thơ lục bát, gọi là Hạnh Thục ca...
Văn của bà Nguyễn Nhược Thị viết bằng chữ Nôm, văn từ lưu loát, nhưng có nhiều tiếng đọc theo giọng nói ở vùng Nam Trung thì đúng vần, mà đọc đúng vần quốc ngữ, thì sai...Vả lại cái giá trị quyển sách của bà Nguyễn Nhược Thị là không phải ở câu văn, mà ở những tài liệu của bà đã nhặt được để giúp nhà làm sử sau này...

## Sách tham khảo
- Trần Trọng Kim, Hạnh thục ca, Nhà xuất bản Tân Việt, Sài Gòn, 1950, bản điện tử (đã có trên internet).
- Dương Quảng Hàm, Việt Nam văn học sử yếu. Trung tâm học liệu xuất bản (bản in lần thứ 10), Sài Gòn, 1968.
- Phạm Thế Ngũ, Việt Nam văn học sử giản ước tân biên (Quyển 3). Quốc học tùng thư xuất bản, Sài Gòn, 1965.